# نواف سلام
نوّاف عبد الله سليم سلام (15 ديسمبر 1953-) هو سياسي ودبلوماسي وقاضٍ وأكاديمي لبناني، يشغل منصب رئيس وزراء لبنان الثالث والخمسين منذ 8 فبراير 2025. شغل سلام سابقًا منصب قاضٍ في محكمة العدل الدولية لمدة تسع سنوات بدءًا من عام 2018، كما شغل منصب سفير وممثل لبنان الدائم لدى الأمم المتحدة في نيويورك من عام 2007 إلى 2017، حيث تولى خلال هذه الفترة رئاسة مجلس الأمن ونائب رئيس الجمعية العامة.
في عام 2024، تم انتخابه ليكون الرئيس السابع والعشرين لمحكمة العدل الدولية، ليصبح ثاني قاضٍ عربي وأول قاضٍ لبناني يتولى هذا المنصب. استقال من المحكمة بعد أن رشحه البرلمان اللبناني لمنصب رئيس الوزراء.
ينتمي سلام إلى عائلة سياسية سنية بارزة. درس في فرنسا والولايات المتحدة، وعمل محاضرًا جامعيًا ومحاميًا.

## النشأة والتحصيل العلمي
ولد نوّاف عبد الله سليم سلام في 15 كانون الأول (ديسمبر) 1953 لعائلة بيروتية معروفة. والده عبد الله سلام ووالدته رقت بيهم.
جده لأبيه هو سليم سلام مؤسس «الحركة الإصلاحية في بيروت» وقد انتخب نائبا عن بيروت في مجلس المبعوثان العثماني عام 1912. عمه صائب سلام الذي عرف بنضاله من أجل استقلال لبنان عن الإنتداب الفرنسي، وقد تولّى لاحقاً رئاسة الحكومة اللبنانية أربع مرات بين 1952 و1973. تولّى ابن عمه تمام سلام رئاسة الحكومة اللبنانية بين 2014 و 2016.
متزوج من الصحافية سحر بعاصيري سفيرة لبنان لدى منظمة اليونيسكو. له ولدان عبد الله ومروان.
نال سلام شهادة دكتوراه دولة في العلوم السياسية من معهد الدراسات السياسية في باريس عام 1992 وشهادة ماجستير في القوانين من كلية الحقوق في جامعة هارفرد (1991) ودكتوراه في التاريخ من جامعة السوربون (1979).

## الحياة المهنية

### الممارسة القانونية والأوساط الأكاديمية
عمل سلام من عام 1979 إلى عام 1981 محاضرًا في التاريخ المعاصر للشرق الأوسط في جامعة السوربون. في عام 1981، غادر باريس ليقضي عامًا أكاديميًا باحثًا زائرًا في مركز ويزرهيد للشؤون الدولية بجامعة هارفارد. بين عامي 1985 و1989، كان محاضرًا في الجامعة الأمريكية في بيروت، وخلال تلك الفترة مارس أيضًا المحاماة شريكًا في مكتب طقلا للمحاماة. كان باحثًا زائرًا في كلية الحقوق بجامعة هارفارد من عام 1989 إلى عام 1990، ومستشارًا قانونيًا أجنبيًا في شركة إدواردز وأنجيل، من عام 1989 إلى عام 1992. استأنف ممارسته القانونية في مكتب طقلا للمحاماة في عام 1992، بالإضافة إلى تدريسه للقانون الدولي والعلاقات الدولية في الجامعة الأمريكية في بيروت. عُيِّن أستاذًا زائرًا مساعدًا في العلوم السياسية في عام 2003، ثم أستاذًا مشاركًا في العلوم السياسية في عام 2005. من عام 2005 إلى عام 2007، كان رئيسًا لقسم الدراسات السياسية والإدارة العامة. في 6 شباط (فبراير) 2024، انتُخب رئيسًا لمحكمة العدل الدولية.
تزامن تعيين سلام كرئيس لمحكمة العدل الدولية في شباط (فبراير) 2024 مباشرة مع أول جلسة استماع في قضية جنوب إفريقيا ضد إسرائيل بتهمة الإبادة الجماعية في كانون الثاني (يناير) 2024. وكان يفترض أن يرأس سلام القضية التي رفعتها جنوب إفريقيا ضد إسرائيل.
وفقًا لتقرير صادر عن منظمة "يون ووتش"، صوت سلام خلال فترة عمله سفير لبنان لدى الأمم المتحدة 210 مرات لإدانة إسرائيل. وفقًا لنفس التقرير، صوت سلام أيضًا ضد قرارات الأمم المتحدة التي تدين جرائم ترتكبها إيران ولبنان وكوبا وسوريا. في عام 2008، ألقى سلام خطابًا اتهم فيه "المنظمات اليهودية الإرهابية" بارتكاب "مجازر منظمة." في عام 2015، وصف إسرائيل على تويتر بأنها "انتصار للخيارات العنصرية والاستعمارية الصارخة". في حزيران (يونيو) 2015، غرّد قائلًا: "#احتلال إسرائيل لـ #غزة و #الضفة الغربية: عيد ميلاد غير سعيد لك - 48 عامًا من الاحتلال". بعد أشهر، ذكرت وكالة "جويش نيوز سينديكيت" أنه كتب: "يجب على إسرائيل وقف العنف وإنهاء الاحتلال" وقال أيضا "إن تصوير منتقدي السياسة الإسرائيلية على أنهم معادون للسامية هو محاولة لتخويفهم وتشويه سمعتهم وهو ما نرفضه".

### مندوب لبنان الدائم في الأمم المتحدة
شغل سلام منصب سفير ومندوب دائم للبنان في الأمم المتحدة في نيويورك بين تموز 2007 وكانون الأول2017.
تميّزت ولاية سلام في الأمم المتحدة بمداخلات متكررة في مجلس الأمن داعيا إلى احترام سيادة لبنان وتأمين استقراره من خلال تنفيذ قرار مجلس الامن رقم 1701، وتعزيز سياسة النأي بالنفس من النزاع السوري والسعي إلى إنهاء الإفلات من العقاب من خلال إنشاء المحكمة الدولية الخاصة بلبنان في قضية اغتيال رئيس الحكومة السابق رفيق الحريري بموجب قرار مجلس الامن رقم 1757.
كما ثابر على الدفاع عن الحقوق الحقوق الوطنية للشعب الفلسطيني بما فيها حق تقرير المصير وإقامة دولة فلسطينية مستقلة.
مثّل سلام لبنان في مجلس الأمن إثر انتخابه عضوا غير دائم في مجلس الأمن لعامي 2010 و 2011. تسلّم لبنان الرئاسة الدورية لهذا المجلس خلال شهر أيّار 2010 ممثلا بسلام.
شغل سلام منصب نائب رئيس الدورة ال67 للجمعية العامة في الأمم المتحدة من أيلول 2012 وأيلول 2013.
مثّل لبنان في المجلس الاقتصادي والجتماعي ECOSOC في 2016 و 2017.
خلال ولايته في الامم المتحدة، ترأّس سلام وشارك في عدة وفود لبنانية إلى مؤتمرات واجتماعات دولية، من بينها القمم حول التغير المناخي (باريس 2015 وكوبّنهاغن 2009)، والمؤتمر الدولي حول تمويل التنمية (أديس أبابا 2015) وقمة Rio+20 حول التنمية المستدامة (ريو دي جانيرو 2012).

### الترشح لرئاسة الوزراء
رشح نواف سلام لمنصب رئيس الوزراء قرب نهاية ولاية ميشال عون لخلافة نجيب ميقاتي، إلا أن ميقاتي فاز مجددًا بمنصب رئيس الحكومة المكلف في 23 حزيران (يونيو) 2022 بعد حصوله على 54 صوتًا مقابل 28 صوتًا لسلام، لتشكيل حكومة جديدة حتى انتهاء فترة الرئيس ميشال عون.
بعد انتخاب جوزيف عون رئيسًا للبنان في 9 كانون الثاني (يناير) 2025، توصل عدد من نواب المعارضة إلى توافق على ترشيح نواف سلام لرئاسة الحكومة. يحظى ترشيحه بدعم من العديد من الدول الغربية والعربية التي تؤيد اختياره بدلاً من رئيس الحكومة المكلف الحالي نجيب ميقاتي. في 13 كانون الثاني (يناير) 2025، رشح سلام 84 نائبٌ من أصل 128، مما جعله رئيسًا للحكومة المكلف في لبنان.
على الرغم من دعم القوى السياسية المعارضة لحزب الله لترشيح سلام، فإن الحزب وحليفته حركة أمل امتنعا عن التصويت لأي مرشح، مما يعني أن سلام سيبدأ مهمته دون دعم الكتل الشيعية. هذه التطورات السياسية تأتي في وقت حساس، حيث يواجه حزب الله تداعيات المواجهة الأخيرة مع إسرائيل، ما قد يكون له تأثير على موقفه السياسي في المستقبل. وفي إطار الحوار حول قضية نزع سلاح حزب الله واحتكار السلاح بيد الدولة، قال سلام في أبريل 2025 لصحيفة "واشنطن بوست" إن الدولة تصمم على حصر السلاح بيد الشرعية في شمال نهر الليطاني وجنوبه.
وفي 14 يناير/كانون الثاني 2025، بعد لقائه الرئيس جوزاف عون ورئيس مجلس النواب نبيه بري، قال سلام أنه يلتزم بتحقيق العدالة لضحايا انفجار مرفأ بيروت، إعادة بناء القرى في البقاع والجنوب وبيروت ووضع برنامج متكامل لبناء اقتصاد منتج في لبنان.
وفي مقابلة مع سكاي نيوز عربية، صرّح نواف سلام أن المنطقة شبعت من الاستقطاب الإيراني الأميركي، مؤكدًا أن "عصر تصدير الثورة الإيرانية انتهى". وأشار إلى أن حكومته تعمل على استعادة ثقة العرب بلبنان، معربًا عن أمله في عودة الدعم العربي، وواعدًا بجعل لبنان أرضًا جاذبة للاستثمارات. وأكد أن حكومته لن تقبل ببقاء أي سلاح خارج سلطة الدولة، وأن البلاد تسير في مسار جديد رغم صعوبة التوقعات. كما عبّر عن أسفه لوجود جزء محتل من لبنان، مشددًا على رغبة بلاده في سلام عادل ودائم.

## الأوسمة
منح سلام في عام 2012 وسام جوقة الشرف الفرنسي (Légion d'honneur) بدرجة ضابط من قبل الرئيس نيكولا ساركوزي.

## منشوراته الرئيسية

#### كتب وكتيبات
| العنوان | الناشر                                                               | السنة       | ISBN              |
| --- | -------------------------------------------------------------------- | ----------- | ----------------- |
| لبنان في مجلس الأمن - 2010-2011 (محرر ومساهم)                                                                       | دار الساقي، بيروت                                                    | 2013        | 978-1-85516-970-8 |
| خيارات للبنان (محرر ومساهم)                                                                                         | دار النهار، بيروت                                                    | 2004        |                   |
| اتفاق الطائف، استعادة نقدية                                                                                         | دار النهار، بيروت                                                    | 2003        |                   |
| لبنان القرن في صُور (عربي، فرنسي، إنكليزي) إعداد، بالاشتراك مع فارس ساسين                                            | دار النهار، بيروت                                                    | 2003        |                   |
| أبعد من الطائف، مقالات في الدولة والإصلاح                                                                           | دار الجديد، بيروت                                                    | 1998        |                   |
| الإصلاح الممكن والإصلاح المنشود، بحوث ومقالات في الأزمة اللبنانية                                                   | المؤسسة الجامعية للدراسات والنشر، بيروت                              | 1989        |                   |
| Le Moyen-Orient à l’Epreuve de l’Irak (محرر ومساهم)                                                                 | Actes-Sud/Sindbad، باريس                                             | 2005        | 2-7427-5249-8     |
| Options for Lebanon (محرر ومساهم)                                                                                   | I.B.Tauris، لندن ونيويورك                                            | 2004        |                   |
| Lebanon in Limbo (محرر مشارك مع Theodor Hanf ومساهم)                                                                | Nomos، بادين-بادين                                                   | 2003        | 3-8329-0310-0     |
| Lebanon. A Century in Pictures (محرر مشارك مع Fares Sassine، ثلاثي اللغة: إنجليزي، فرنسي، عربي)                     | دار النهار، بيروت                                                    | 2003        | 2-84289-286-0     |
| Civil Society in the Arab World: The Historical and Political Dimensions                                            | برنامج الدراسات القانونية الإسلامية، كلية هارفارد للقانون، Cambridge | 2002        | 0-88086-050-2     |
| La condition libanaise. Communautés, citoyen, État; suivi de: La citoyenneté en pays d’Islam. (الطبعة الثانية 2001) | دار النهار، بيروت                                                    | 1998 (2001) | 2-84289-099-X     |
| Mythes et Politiques au Liban. Trois Essais                                                                         | Fiches du Monde Arabe، بيروت                                         | 1987        |                   |
| Prospects for Lebanon. An Essay on Political Opportunities and Constraints                                          | C.L.S، أكسفورد                                                       | 1987        | 1-870552-06-7     |

#### مساهمات في كتب ومقالات في دوريات علمية
| العنوان باللغة الإنجليزية                                                | العنوان باللغة العربية                                       | الكتاب/المجلة/الناشر | السنة | الصفحات     |
| ------------------------------------------------------------------------ | ------------------------------------------------------------ | --- | ----- | ----------- |
| “Taif’s Dysfunctions and the Need for Constitutional Reform”             | "اختلالات الطائف والحاجة إلى الإصلاح الدستوري"               | Youssef Choueiri, Breaking the Cycle: Civil Wars in Lebanon, Stacey International, London | 2007  |             |
| “Note sur le système confessionnel au Liban”                             | "ملاحظة حول النظام الطائفي في لبنان"                         | Abdel-Wahab Bouhdiba (ed.), Mélanges en l’honneur de Dominique Chevallier, Paris-Tunis | 2006  | pp. 77–86   |
| “The War in Lebanon: its origins and courses”                            | "الحرب في لبنان: نشأتها ومسارها"                             | Peter Molt and Helga Dickow, Comparing Cultures and Conflicts, Baden-Baden | 2006  | pp. 290–299 |
| “The Emergence of Citizenship in Islamdom”                               | "ظهور المواطنة في الإسلام"                                   | Arab Law Quarterly, Vol. 12, part 2 | 1997  | pp. 125–147 |
| “Between Repatriation and Resettlement: Palestinian Refugees in Lebanon” | "بين العودة والإعادة للتوطين: اللاجئون الفلسطينيون في لبنان" | مجلة الدراسات الفلسطينية, Vol. XXIV/1, n° 93, 1994 | 1994  | pp. 18–27   |
| (French version in Revue d'Etudes Palestiniennes [53] 1, automne 1994)   |                                                              | | 1994  |             |
| “Is the Exceptio non adimpleti contractus part of Lex Mercatoria?”       | "هل استثناء عدم تنفيذ العقد جزء من قانون التجارة الدولي؟"    | Co-author with Philip D. O'Neill, Jr., Emmanuel Gaillard (ed.), Transnational Rules in International Commercial Arbitration, International Chamber of Commerce/International Law Association, Paris | 1993  | pp. 147–159 |

#### اطروحات شهادات الدكتوراه
| العنوان باللغة الفرنسية                                       | العنوان باللغة العربية                          | الناشر/الجهة                                         | السنة |
| ------------------------------------------------------------- | ----------------------------------------------- | ---------------------------------------------------- | ----- |
| Conflits et perceptions politiques dans le Liban contemporain | "الصراعات والإدراكات السياسية في لبنان المعاصر" | Institut d’études politiques de Paris (Sciences Po.) | 1991  |
| L’Insurrection de 1958 au Liban                               | "ثورة 1958 في لبنان"                            | Université de Paris-Sorbonne (Paris IV)              | 1979  |